# 樟宜監獄

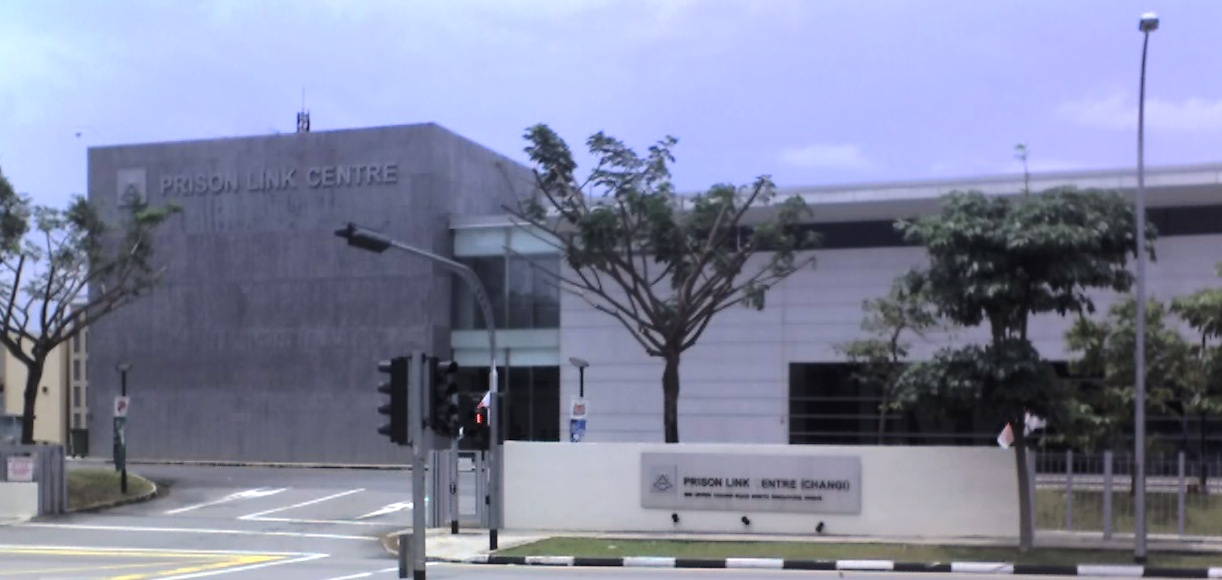
樟宜監獄綜合中心的監獄連結中心

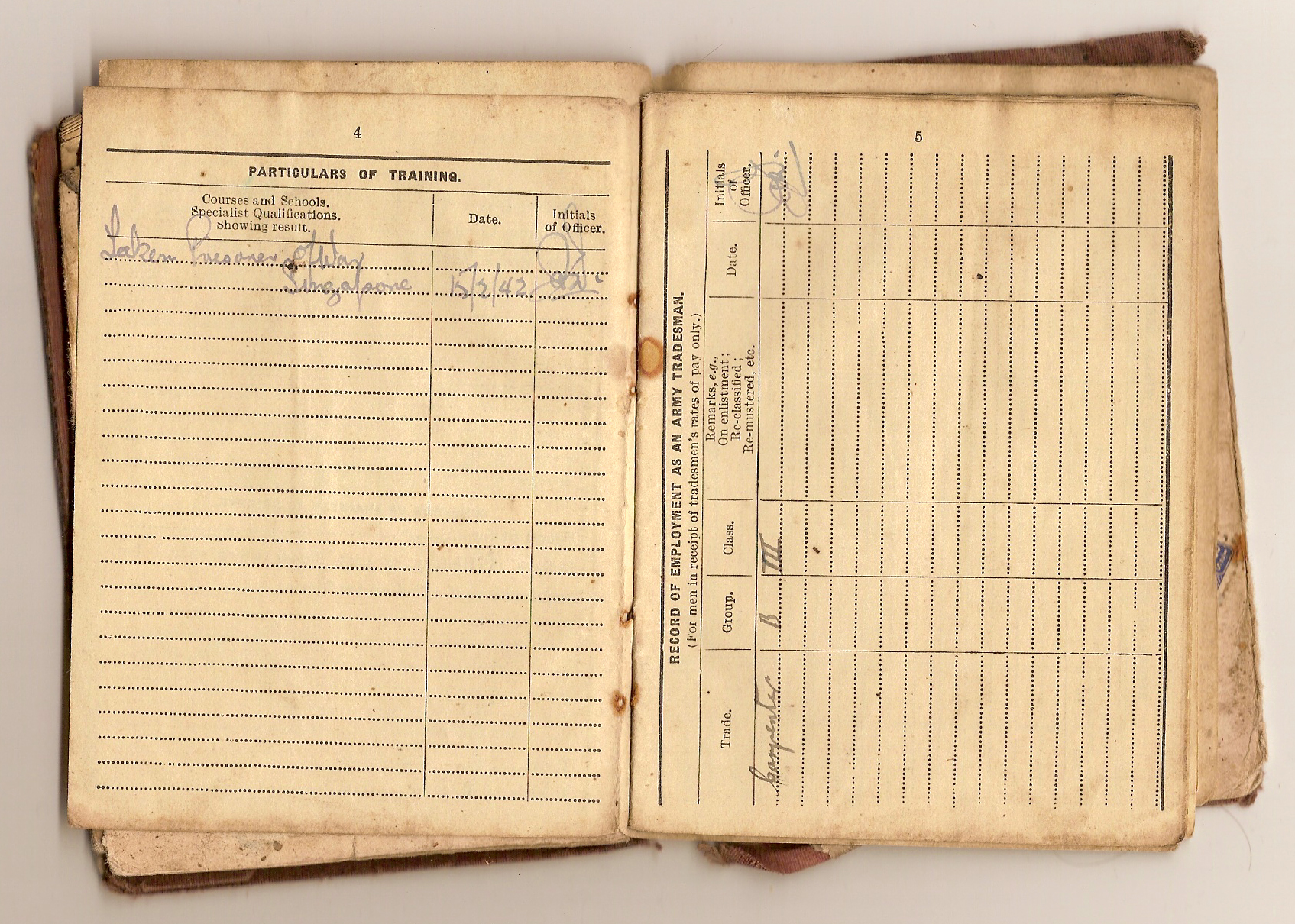
一名在二戰期間的英國戰俘在樟宜監獄的軍餉記錄

樟宜監獄綜合中心（英語：Changi Prison Complex），通常簡稱為樟宜監獄（英語：Changi Prison），是新加坡東部同名樟宜區的的一座監獄，是新加坡最古老、最大的監獄，佔地約50公頃（120英畝），於1936年啟用，有悠久的歷史。
樟宜監獄最初由英國殖民政府於1936年建造，以取代位於珍珠山的舊監獄。建造這座監獄的目的是為了容納大量囚犯，因為新加坡正在迅速發展，須要更大的設施來容納囚犯。該監獄設計可容納多達600名囚犯。 第二次世界大戰期間，新加坡淪陷後，樟宜監獄因其作為戰俘營而臭名昭著，關押著被日軍俘虜的盟軍士兵。在新加坡日佔時期，日軍利用樟宜監獄關押從亞太各地俘獲的戰俘。 許多戰俘遭受殘酷待遇和強行勞役，其中一些死於營養不良、疾病和虐待。
戰後，樟宜監獄被英國殖民地政府用來關押各類囚犯，其中包括政治犯。在1950年代和1960年代，樟宜監獄成為新加坡爭取獨立鬥爭的象徵，因為許多政治犯因參加反殖民主義和民族主義活動而被關押在樟宜監獄。樟宜監獄在新加坡獨立後的發展中也發揮了重要作用，許多囚犯被分配到農業和建築等各個行業工作。在1970年代和1980年代，樟宜監獄進行了重大整修，建造了新建築物，包括為高風險囚犯設置的最高安全區，以改善其設施和安全。
樟宜監獄作為新加坡刑事司法系統的重要組成部分，至今仍在運作。該監獄素以紀律嚴明、注重改造而聞名，重點為囚犯提供教育、職業培訓等改造項目，幫助他們刑滿釋放後重建生活、重新融入社會。 樟宜教堂和博物館也位於監獄附近。

## 歷史

### 早期歷史

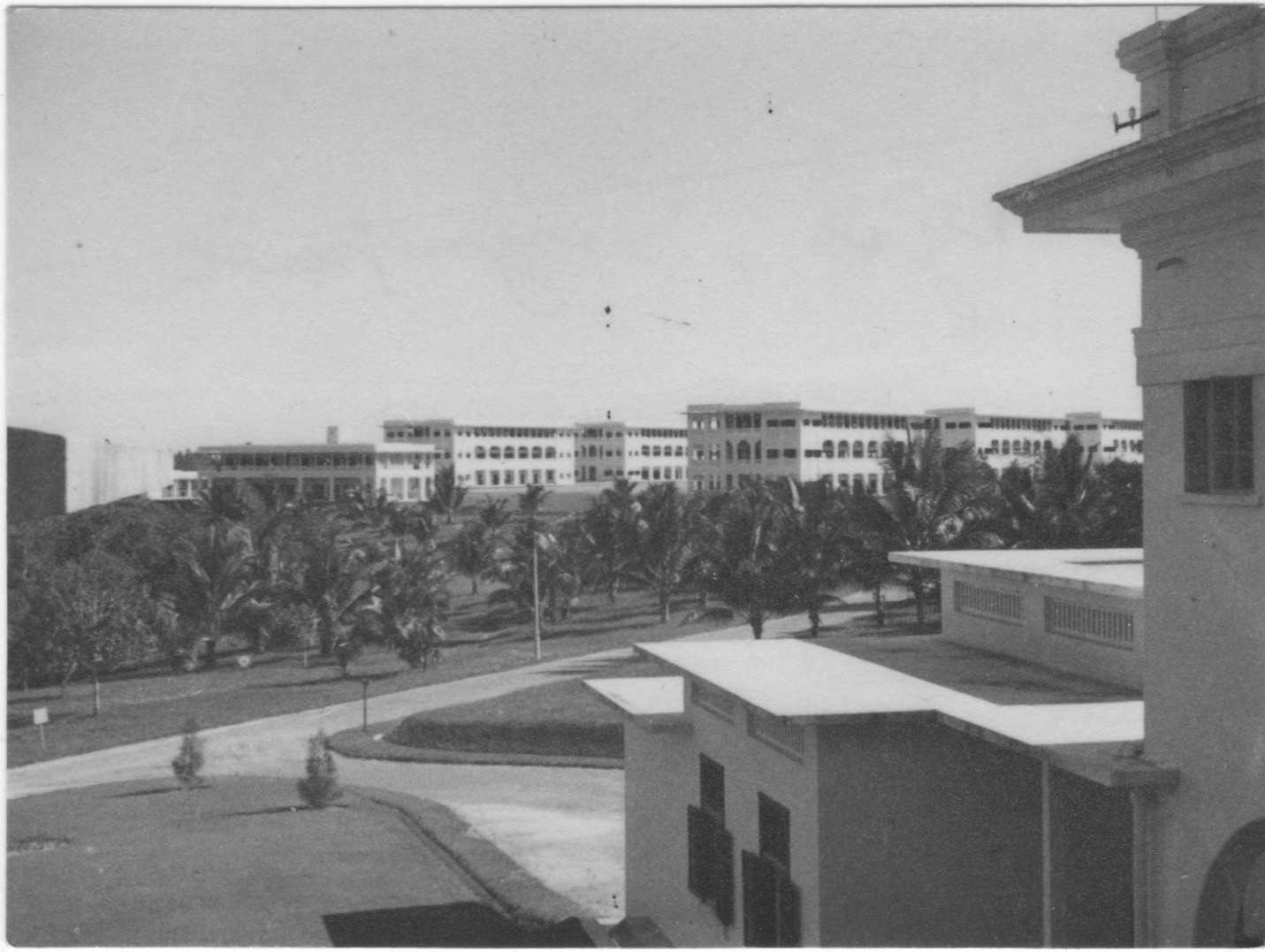
1941年的樟宜監獄

樟宜監獄未建成之前，新加坡唯一的監獄位於珍珠山（Pearl's Hill），靠近四排坡兵營（Sepoy Lines Barracks），當時被稱為“新加坡監獄”。 到了1930年代，由於新加坡監獄人滿為患，英國殖民地政府認為很危險。 新加坡監獄可容納1,080人，在1920年代初，平均有1,043名囚犯。到了1931年，囚犯平均人數增加到1,311人。 新任命的海峽殖民地監獄督察兼新加坡監獄總監奧托·劉易斯·漢考克（Otho Lewis Hancock）上尉於1931年提交一份報告，建議殖民地政府為囚犯提供其它住宿，並提出一項計劃分開比較危險的長期囚犯和短期囚犯，以緩解監獄裡的擁擠狀況。 由於計劃中的住宿人數（650至2,500人之間）、費用（200萬至1000萬新幣之間）、使用面積（250至1,500英畝）以及新監獄場地變成白象的可能性，新加坡立法局某些議員表示反對。
建設樟宜監獄的招標於1933年進行。1933年6月26日，合泰公司（Hup Thye）首次以16,900叻幣的價格獲得建設員工住宿處的招標。 1933年9月2日招標後，當地華人建築商和合公司（Woh Hup）於1934年3月8日以127.8萬叻幣的價格獲得建設監獄牢房。 和合公司以20個月的時間完成監獄牢房的建造，新建成的監獄將位於樟宜，離市中心11.5英里（18.5），可容納568名囚犯。 樟宜監獄於1936年建成，佔地13英畝（5.3公頃），有一道24英尺（7.3）高、3,000英尺（910）長的鋼筋混凝土外牆圍著，裡面的設施包括一座行政樓和雜貨店、一處關押歐洲囚犯的牢房和工作室、兩處關押亞洲囚犯的牢房和工作室、廚房和洗衣房、醫療處以及懲罰頑抗囚犯的特別牢房。
監獄外牆內有一道14英尺（4.3）高的內牆、運動場和足夠的空地，以便日後建設更多牢房容納多一倍的囚犯。內牆外有88英畝（36公頃）的土地讓囚犯用於園藝活動。監獄旁邊也有監獄員工的住宅區，為監獄總監、監獄長等監獄員工提供住宿。
加上額外的建造供水和污水處理系統的合同，海峽殖民地政府一共耗資了大約205萬叻幣建造樟宜監獄。 此外，政府還與一些華人商企業簽署了合同，讓他們為監獄囚犯和員工提供必需品。
當樟宜監獄於1937年6月啟用時，它被譽為當時全大英帝國最好的監獄之一。監獄的設計基於“T”形結構，兩個牢房區在行政和辦公室中央主區的兩旁，以便監獄員工在必要時快速地進入牢房區。從上方看，監獄建築形成電線桿頂部的形狀。樟宜監獄還有當時先進且廣泛的警報系統，並在牢房內配備了電燈和沖水廁所，可容納600個囚犯。長期囚犯將從珍珠山監獄被轉移到樟宜監獄。

### 二戰期間

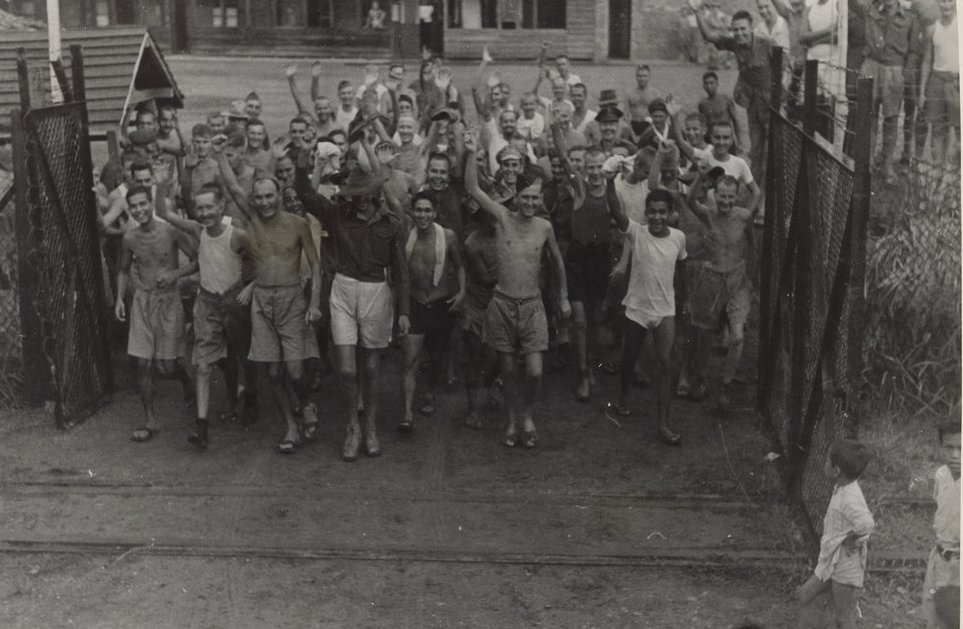
1945年9月新加坡被解放後，盟軍戰俘從樟宜監獄正門湧出

1942年2月15日，日軍佔領新加坡後，在樟宜監獄關押了約3,000名平民，超過了監獄可容納人數的將近五倍。日軍把樟宜監獄附近的英國陸軍史拉蘭兵營（Selarang Barracks）用作戰俘營，關押了大約50,000名盟軍士兵，其中多數來自英國和澳洲。從1943年起，日軍也把荷屬東印度（今印度尼西亞）的荷蘭平民帶到史拉蘭戰俘營關押。 在英國、澳洲、荷蘭等地區，“樟宜”這個名字成為附近臭名昭著的戰俘營的代名詞，因為新加坡大多數的日軍戰俘營都在樟宜地區。大約500名被拘留者是與子女失散的婦女，從家中被帶到狹窄的戰俘營。這些婦女為監獄醫院縫製被子，大膽地將自己的秘密符號和故事繡在方格上，包括勿忘我、蝴蝶、天使、樹和羊的風景，其它像徵性的花卉，甚至還有家中客廳、船隻、鳥兒以及蘇格蘭和澳洲的地圖。他們冒著嚴厲懲罰的風險，在布料上縫製、描繪監獄環境，並在其中添加數十個戰俘的名字，其中一幅有400多個名字。其中一幅描繪了1942年3月8日一群婦女和兒童被強行步行9英里（14）到樟宜監獄的情景。巧合的是，3月8日後來被定為國際婦女節，紀念全球婦女和婦女參政運動者。這些婦女的工藝品有些如今被保存在英國紅十字會、倫敦帝國戰爭博物館或者澳洲戰爭紀念館。 新加坡日佔時期（1942年—1945年），約有850名戰俘在被關押在樟宜期間死亡， 與所有日軍戰俘營27%的總體戰俘死亡率相比較低。 然而，有更多戰俘在從樟宜轉移到新加坡以外的勞改營後死亡，有些死在泰緬鐵路或山打根死亡行軍。
樟宜監獄也是日軍憲兵隊的總部之一。新加坡日佔時期，例如在雙十節事件發生後，憲兵隊在樟宜監獄拷問、虐待並處決了他們懷疑是間諜的囚犯，其中多數是平民，其餘則是盟軍戰俘。

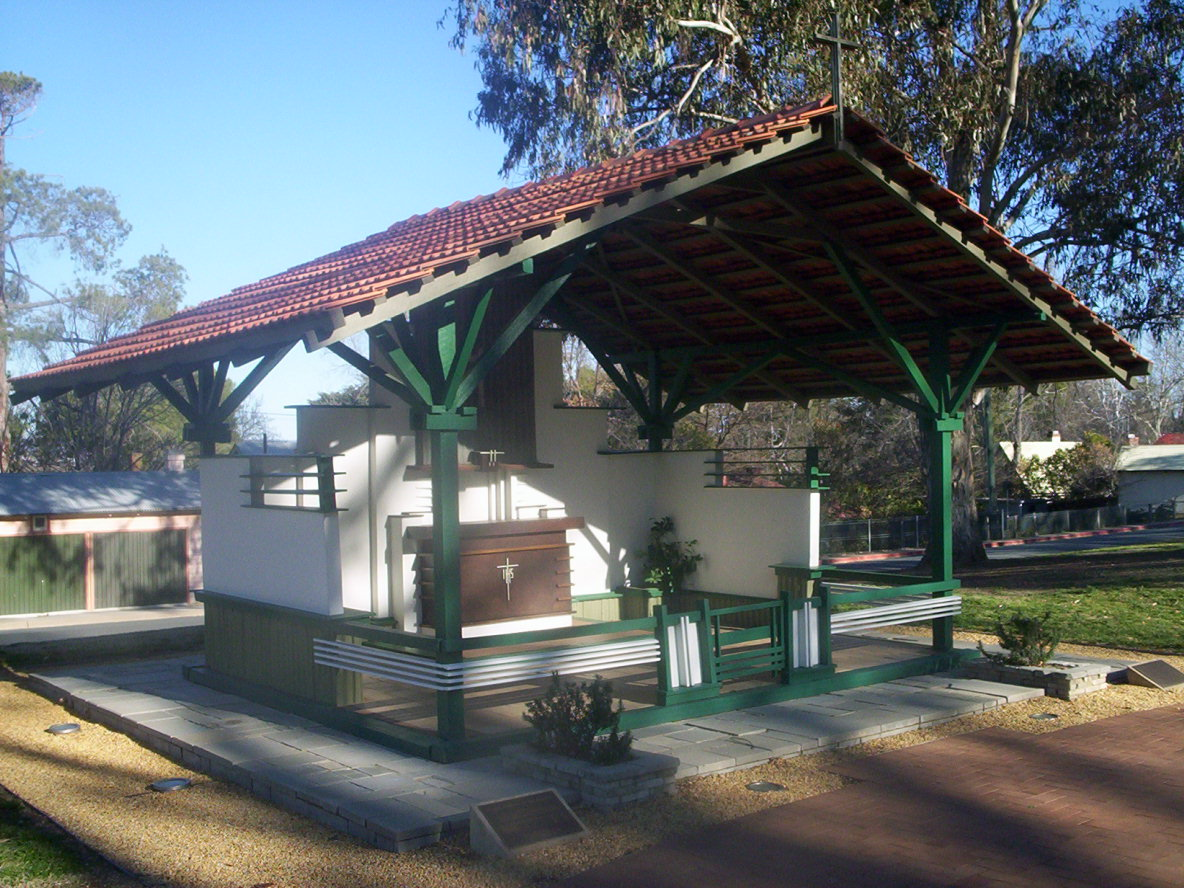
原來的樟宜禮拜堂，現保存在澳洲坎培拉鄧特倫皇家軍事學院

有些多數來自澳洲的盟軍戰俘於1944年用簡單的工具和臨時找到的材料在樟宜監獄建造了一座露天禮拜堂。英國皇家炮兵第15團的戰俘史丹利·沃倫（Stanley Warren）在教堂繪製了一系列壁畫。英國戰俘哈里·施托根（Harry Stodgen）中士用發射過的大炮彈殼做成一個十字架。戰後，十字架被送往英國，禮拜堂被拆除後運往澳洲，於1988年重建，現保存在澳洲坎培拉鄧特倫皇家軍事學院。 戰俘也在關押期間開始了一項暱稱“樟宜大學”的教育計劃，目的是提升戰俘的士氣並緩解無聊感。

### 戰後期間

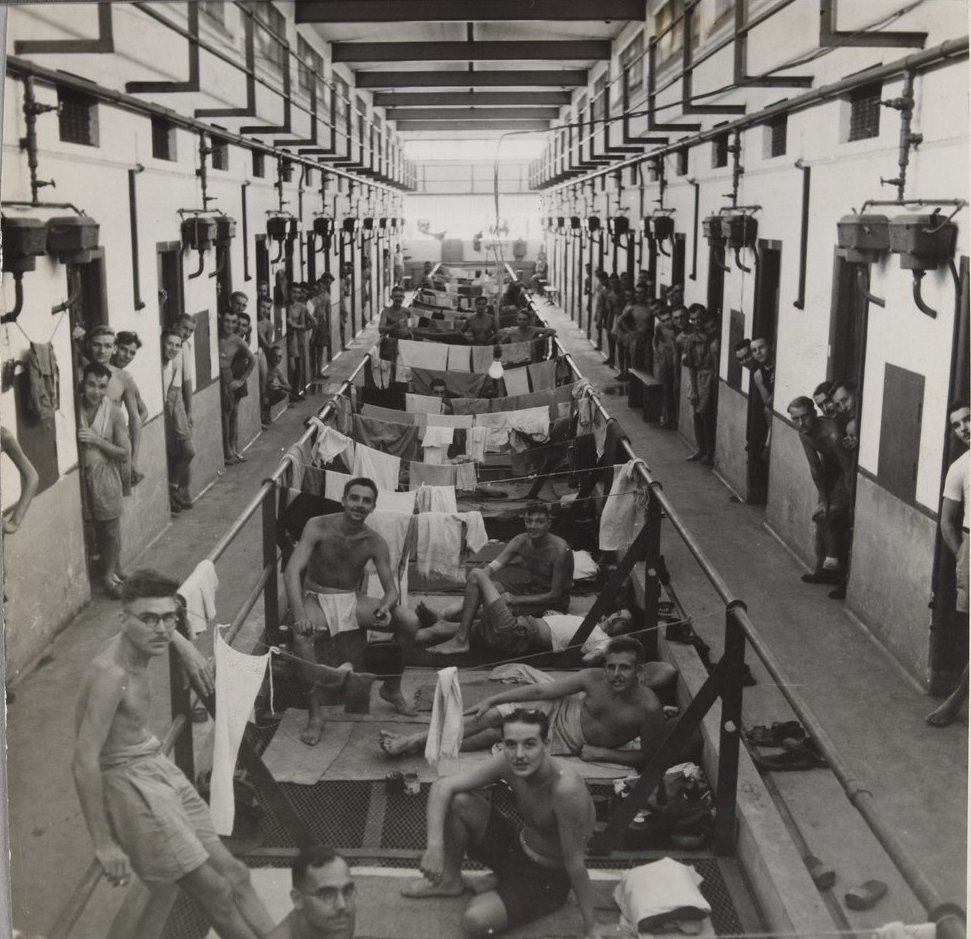
1945年被解放的盟軍戰俘在擁擠的牢房外的走廊設置了臨時住所

戰後，樟宜監獄被英軍用來關押日軍戰俘，其中包括日本陸軍、海軍、憲兵隊、警察隊和戰俘營警衛人員。英軍士兵暫時負責看管這些戰俘。多數的戰俘後來被釋放並遣返日本，但有8名憲兵隊成員因為在雙十節事件後虐待57名囚犯並導致其中15人喪命，於1946年3月18日在最高法院大廈被軍事法庭審判後被定罪並判處死刑。英軍在樟宜監獄內院設了三座絞刑台，於1946年4月處決了那8名戰犯。1945年10月17日，260名曾是德國海軍U艇人員的戰俘被英軍從巴西班讓轉移到樟宜監獄。1946年6月26日，這些德國戰俘接到通知，他們將乘坐澳洲女皇號（Empress of Australia）遠洋客輪經英國返回德國。
1988年，新加坡在樟宜監獄旁建造了一座禮拜堂，複製1944年戰俘建造的禮拜堂，並在同時建造了一間軍事博物館。2001年樟宜監獄擴建時，禮拜堂和博物館搬遷到離監獄1（0.62英里）的新地點，於2001年2月15日正式重新開放。
1994年，樟宜女子監獄和戒毒中心啟用。

### 拆除與重建

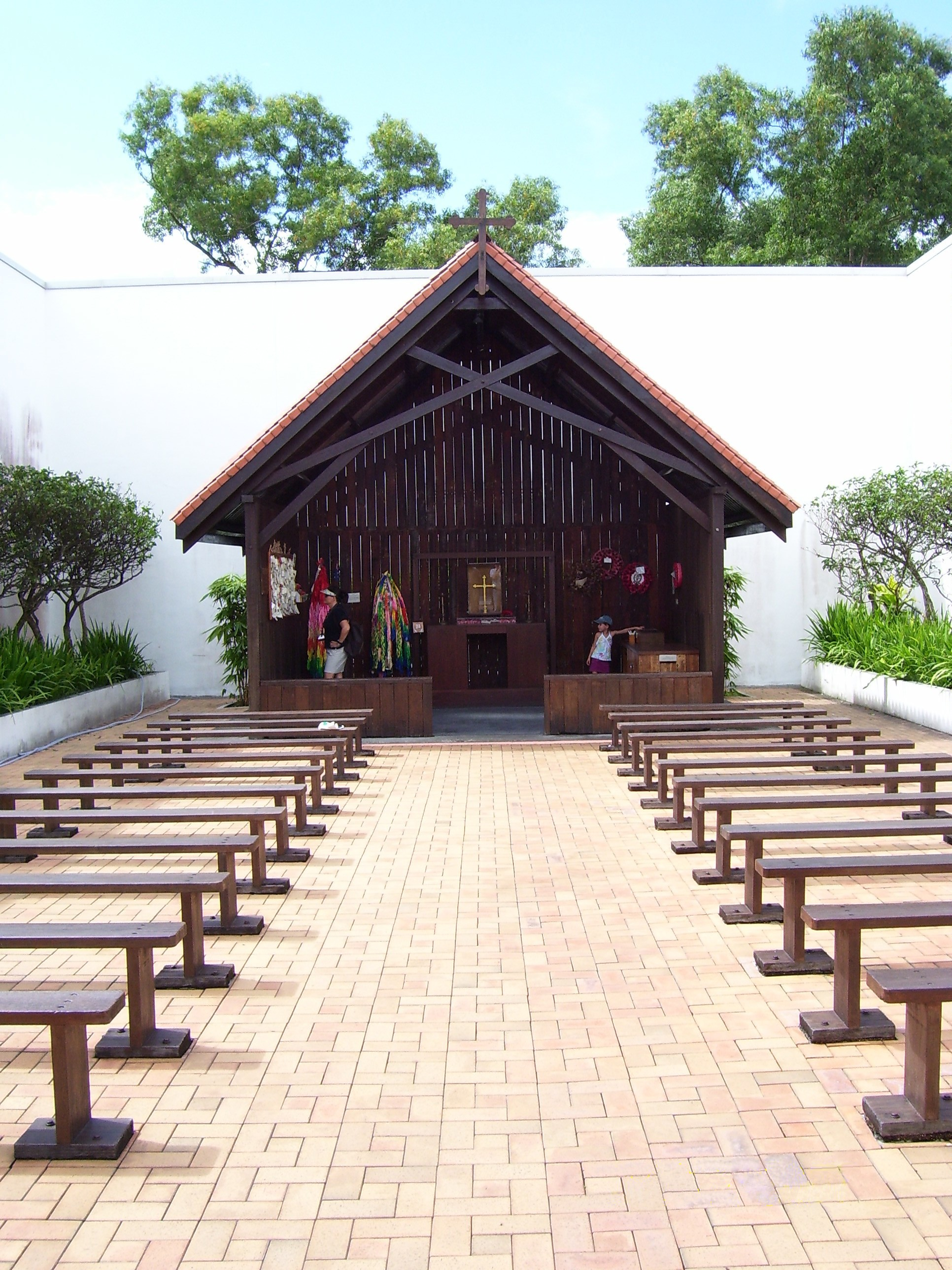
新加坡樟宜博物館的複製禮拜堂

2000年，新加坡政府公佈一項計劃把分散在全國的14座監獄和戒毒中心合併為一座位於樟宜監獄的監獄綜合中心。 該監獄綜合中心佔地48公頃（120英畝），耗資10.7億新元建造，佔用原來樟宜監獄、月牙彎監獄（Moon Crescent Prison）和惹蘭亞彎監獄（Jalan Awan Prison）的土地。 此計劃分階段進行，每個階段在監獄綜合中心形成一個監獄機構組合。
2003年底，澳洲政府得知舊樟宜監獄將於2004年4月被拆除後， 遊說新加坡政府保留它，因為舊樟宜監獄具有歷史意義，曾有15,000多名澳洲戰俘在二戰期間被關押在此處。 2004年3月8日，新加坡政府決定保留舊樟宜監獄有標誌性的大門、180（590英尺）長的外牆和外牆兩端的炮塔。澳洲外交部長亞歷山大·唐納對新加坡政府的決定表示歡迎。
樟宜監獄綜合中心A組合於2004年8月16日正式啟用，容納現有樟宜監獄、月牙彎監獄、惹蘭亞彎監獄和樟宜改造訓練中心的囚犯。 B組合於2010年1月20日正式啟用，容納來自其它原來獨立監獄的5,600名囚犯：丹那美拉監獄（Tanah Merah Prison）、女皇鎮還押監獄（Queenstown Remand Prison）、三巴旺戒毒中心（Sembawang DRC）、卡沙彎監獄（Khalsa Crescent Prison）和史拉蘭公園戒毒中心（Selarang Park DRC）。 2009年7月至8月期間，囚犯在一天內分五次轉移，是新加坡史上最大規模的囚犯轉移行動。 B組合是大多數囚犯在樟宜監獄綜合中心內旅程的起點和終點，因為入獄和釋放手續都是在B組合的建築物內進行的。
2012年，三巴旺工程與建築商（SEC）獲得值1.185億新元的合同，開始在樟宜監獄綜合中心內建設新加坡監獄署總部，雖然預計在2014年完工，卻在途中因SEC面臨財務限制而被推遲。 2017年10月15日，樟宜女子監獄被轉移到A組合。 2018年7月4日，海軍部西監獄搬遷到尚未拆除的丹那美拉監獄。
2016年，新加坡國家文物局把舊樟宜監獄的大門、外牆和兩座炮塔列為新加坡第72座國家古蹟，把大門從相鄰的邊牆拆除後安裝在被保留的外牆中。

## 現狀
目前的樟宜監獄綜合中心由新加坡監獄署運作和管理，關押犯重罪的罪犯，包括被判長期監禁、終身監禁或死刑的罪犯。樟宜監獄也是新加坡執行死刑的地點，全數個案均以長距墜落絞刑方式處決。執行死刑的時間一般上定在週五黎明時刻，但有兩次例外，第一次是殺人犯贾布林（Kho Jabing）於2016年5月20日（週五）下午3點30分被處決，第二次是毒販納加德蘭（Nagaenthran K. Dharmalingam）於2022年4月27日（週三）被處決。 樟宜監獄也是新加坡執行鞭刑的地點，據報道每週舉行兩次鞭刑。

### 囚犯生活
大多數牢房根據大小可以容納3到18名囚犯，小的牢房尺寸大約長度2.3（7英尺7英寸）、寬度2.3（7英尺7英寸）。每間牢房有一個蹲廁和水龍頭，囚犯可在此如廁、洗澡和取水飲用，旁邊有一道約1.4（4英尺7英寸）高的牆遮住。牢房有窗口，有格柵，另外還有小孔的金屬板遮蓋。牢房內沒有床或床墊，囚犯把草蓆鋪在地板上睡覺。牢房內沒有風扇，只有房門上面的換氣扇。牢房內有閉路電視24小時監視牢房裡的活動，而且還有對講機讓囚犯在緊急時呼救。囚犯感到身體不適時可通知監獄官，接受醫護治療。在需要持續醫療照顧的情況下，囚犯將被轉移到監獄醫療所，情況更嚴重則會被轉移到附近的樟宜綜合醫院。
囚犯在服刑期間的個人日常用品僅限於幾套T恤和短褲、一隻牙刷、牙膏、衛生紙、一雙拖鞋、一塊肥皂、一條毛巾、一張草蓆、一個塑膠杯和一支塑膠湯匙。 牢房內的燈每天早上5點55分自動開，晚上8點55分自動關。監獄官每天會在早上7點15分、中午時分和傍晚6點檢查牢房。犯人多數的時間都是在牢房內度過的，每天（不包括週末）只有45分鐘到牢房外活動，可以運動、看電視、閱讀或玩棋牌遊戲。每一名囚犯每天有1小時30分鐘時間使用三星平板電腦玩遊戲、閱讀電子書或發送電子郵件給家人和朋友。他們一個月內只能發四次電郵，監獄署也會先查看電郵的內容。 餐點每日透過房門底下的一個小開口供應。早餐通常是麵包加牛油、果醬或巧克力醬，飲料是咖啡加糖和牛奶。午餐是素食加香腸或雞蛋，或白飯加魚餅和蔬菜。晚餐是白飯加雞肉或魚柳和咖哩汁。午餐和晚餐時還有蘋果、柳橙或香蕉。
多數的囚犯每個月可接受兩次家人和朋友的探訪。囚犯在服刑六個月後可申請在監獄工作，用收入在監獄內的販賣機購買食物或其它物品。囚犯也可憑著自己的學歷、在監獄裡的表現和監獄官的推薦申請參加普通教育證書普通水準和高級水準考試或考取商業文憑。
囚犯在服刑期間如果犯規可被剝奪特權（例如戶外活動），監禁刑期可能被延長、被處以鞭刑，或者被罰單獨監禁。被罰單獨監禁的囚犯被關在特別的牢房，牢房內的燈24小時都開著，每餐都是米粥，每天只有10分鐘時間取水，而且不能到戶外活動，不能與家人和朋友溝通。